# Scalida brunnea
Scalida brunnea är en kackerlacksart som beskrevs av Hanitsch 1931. Scalida brunnea ingår i släktet Scalida och familjen småkackerlackor. Inga underarter finns listade i Catalogue of Life.